# 妹尾兼忠

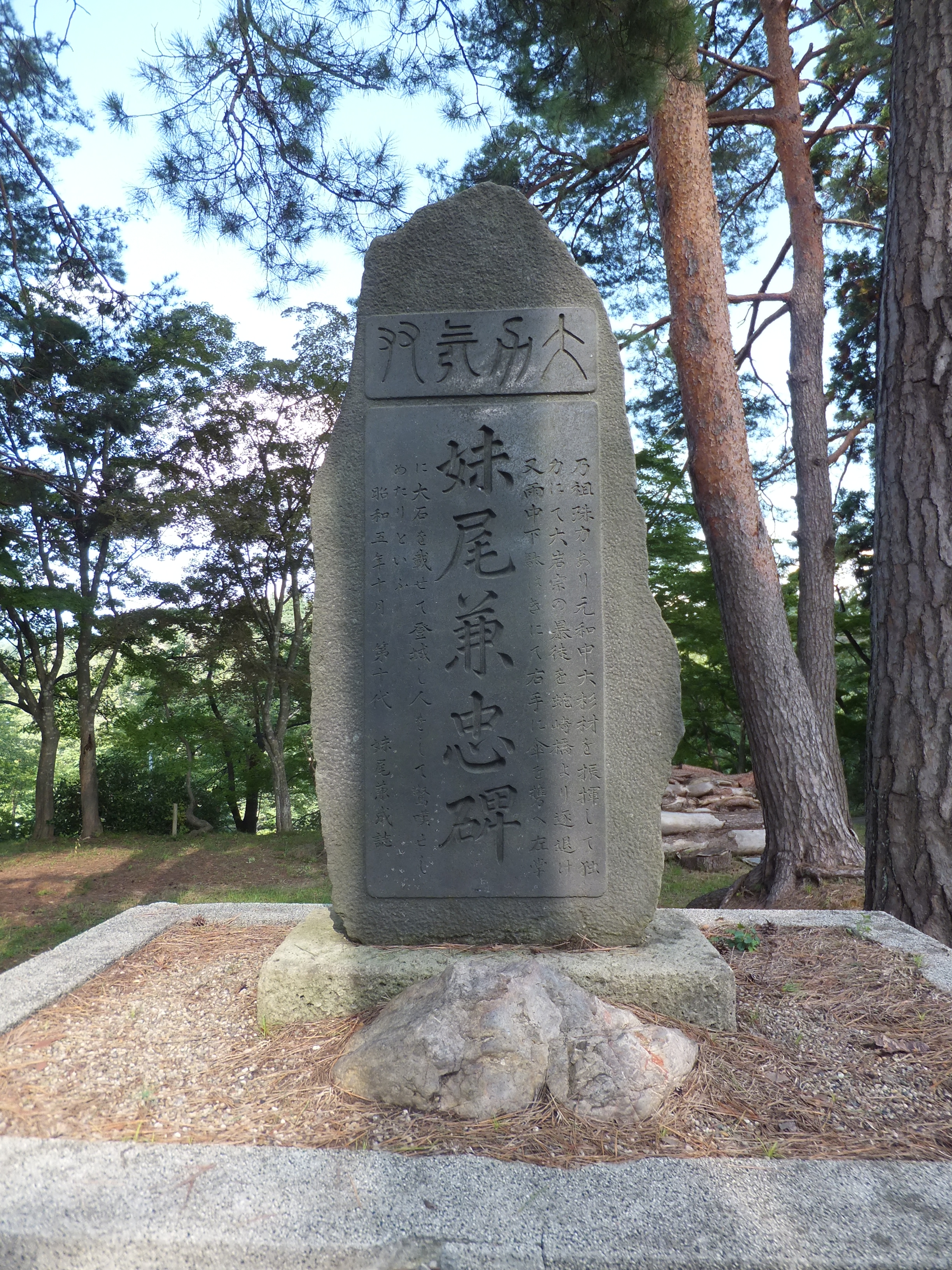
横手城本丸、秋田神社境内にある妹尾兼忠の石碑

妹尾 兼忠（せお かねただ）は、秋田県横手市に残る伝説に登場する人物である。通称が五郎兵衛であることから、妹尾五郎兵衛兼忠（せおごろべえかねただ）とも呼ばれている。また、怪力であったため「大力妹尾兼忠（だいりきせおかねただ）」とも呼ばれている。

## 伝説のあらすじ

### 兼忠、大力を授かる
昔、横手の武士、妹尾五郎兵衛兼忠が、用事があってまだ人気のない早朝に家を出た。蛇の崎橋（じゃのさきばし）を歩いていると、向こうから赤ん坊を抱いた女性が歩いてきて、兼忠にしばらく赤ん坊を抱いていてほしいと頼んできた。他に誰もいなかったため、兼忠はやむを得ず赤ん坊を預かった。
女性が去った後、兼忠は次第に赤ん坊が重くなってくるのに気付いた。さらに赤ん坊が成人のような目つきをし、兼忠の喉元をにらむため、危険を感じた兼忠は、小柄（小さな刀）を抜いて口にくわえた。赤ん坊の重みはいよいよ増し、ついに耐えきれなくなり思わず念仏を唱えた。小半時（1時間）ほどしてようやく女性が蛇の崎橋に戻ってきて赤ん坊を受け取り、お礼にお金を渡そうとしたため兼忠が固辞すると、女性は「自分は土地の氏神で、いま氏子のひとりが難産で苦しんでいたので助けを求められた。あなたに預けた子はまだ産まれていない子で、だんだん重くなったのは母親が危険なときだった。あなたの念仏のおかげで親子ともども助かりました。子々孫々にわたり、力をあげます」と言って手ぬぐいを差し出した。兼忠は受け取って、用事のために急いで橋を去った。
翌朝、兼忠は顔を洗おうとして、前日もらった手ぬぐいを思い出し、それで顔を洗った。手ぬぐいを絞ったところ簡単に切れてしまったので、兼忠は「力をあげます」という昨日の女性の言葉の意味を理解した。手ぬぐいが弱いのではなく、兼忠の力が強くなっていたのだった。

### 兼忠の怪力

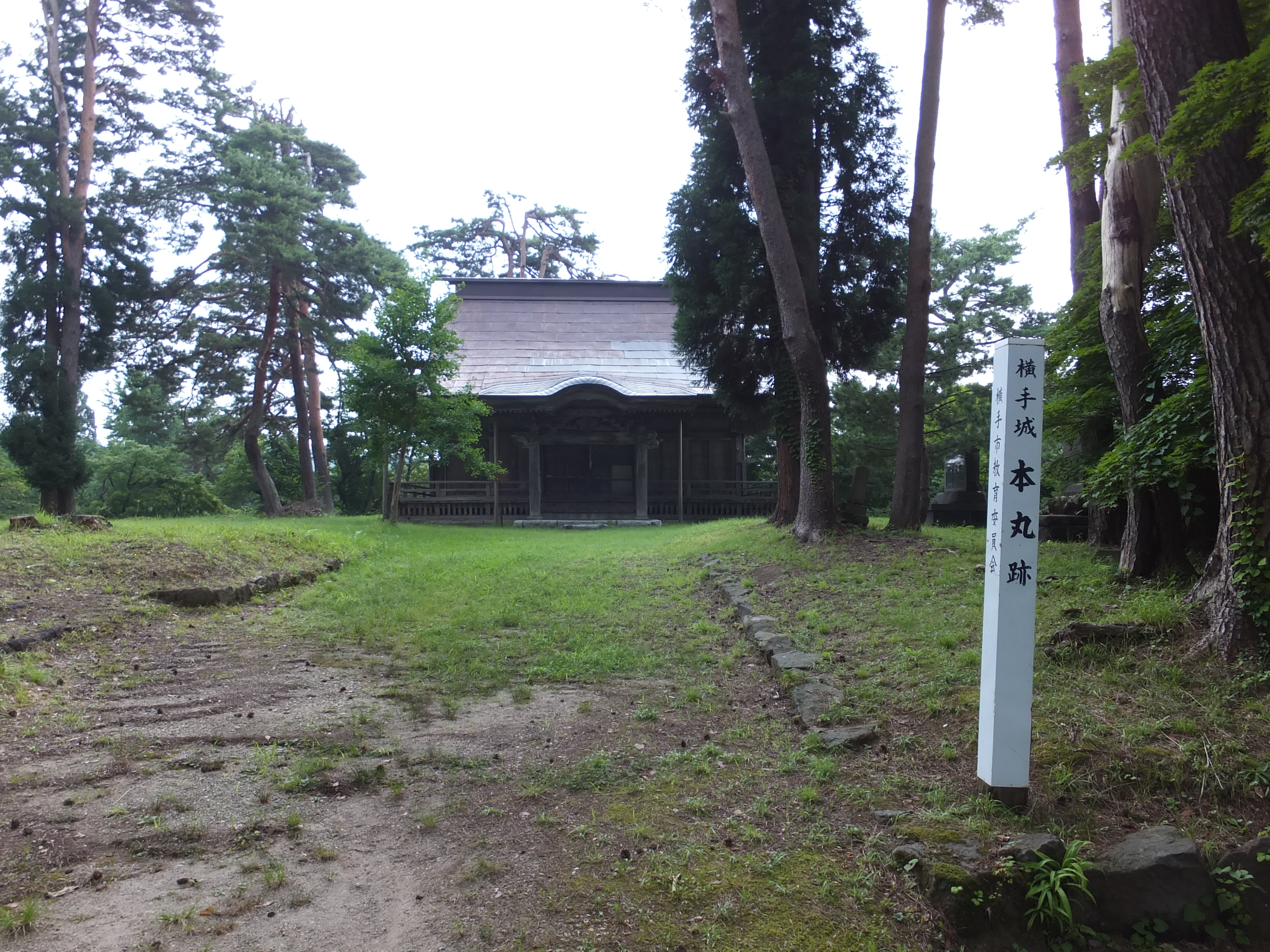
妹尾兼忠の石碑がある秋田神社

横手城内で兼忠の怪力が評判になったころ、植木に使う大木を運搬中に蛇の崎橋で欄干に引っかかってどちらにも動けなくなる出来事があった。兼忠がちょうど通りかかり、大木を移動させようと必死に作業する人夫に、通行の邪魔であると声をかけた。人夫はつい、良くない言葉で返事をしたため、武士の兼忠はその無礼に怒り、大木を持ち上げるなり橋の下の横手川の川原に投げ落としてしまった。この大木を引き上げるのに、50人の人夫が3日かかったという。
元和8年（1622年）の大眼宗一揆のとき、兼忠は2間余りの角材を手に持って蛇の崎橋の上に立ち、一揆の信者たちをにらみつけ、追いのけて功名をあげたとも、また、兼忠の下駄は、1斗余り入る味噌桶の台ほどの大きさだったとも伝わる。
ある雨の日、兼忠が足駄を履いて傘を右手に持ち、左の手の平に大石を乗せて、急な七曲がりの坂を苦もなく登って横手城へ登城する姿が、人々を驚かせたという。現在横手公園の一部となっている横手城本丸跡（秋田神社境内）には「大力無双妹尾兼忠」と刻まれた石碑と、彼が片手で運んだとされる大きな石が残っている。

### 兼忠、大力失せる
ある日、兼忠が横手川の関門の大扉をもってみなぎり落ちてくる水をささえ、押し戻してその力を誇示していた。このありさまを川岸で見ていた1人の老翁が笑いながら「上流をささえるより、下流を押し戻してみよ」と言ったので、兼忠「戻すに何の難しいことがあろうか」と扉を開いて下流に押し戻そうとしたが満水に1町ほど流され、これではどうかと思ったとき、大水が渦を巻いたので岸へかけ上がった。老翁すでにそこにはおらず、それ以来、兼忠の力は弱まったという。

## うぶめの化物

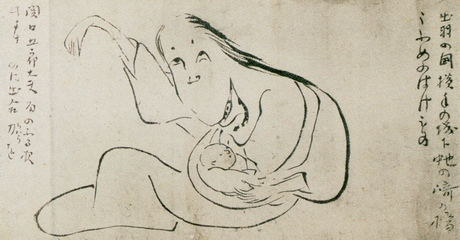
蕪村『妖怪絵巻』より「うぶめの化物」

与謝蕪村が、宝暦4年（1754年）の『妖怪絵巻』のなかで「蛇の崎が橋 うぶめの化物」として描いている。
それによれば、「出羽の国 横手の城下 蛇の崎が橋 うぶめの化物。関口五郎太夫、雨ふる夜、此のばけものに出合、力をさづけられるとぞ。其の後ゑぞか嶋合戦の時、其てがらあらわしけるとぞ。佐竹の家中にその子孫有」と説明をつけている。
産女（うぶめ）が大力を授けるこの物語は「うぶめの礼物」型に属している。産女は、上述のように、城の山中の氏神だと名乗っている。